# Anvar Gasimzade
Anvar Ali oglu Gasimzade (en azerí: Ənvər Əli oğlu Qasımzadə; Salyán, 12 de febrero de 1912 – Bakú, 12 de marzo de 1969) fue un arquitecto de Azerbaiyán, Arquitecto de Honor de la República Socialista Soviética de Azerbaiyán, miembro correspondiente de la Academia Nacional de Ciencias de Azerbaiyán desde 1967, rector de la Universidad Técnica de Azerbaiyán.

## Biografía
Anvar Gasimzade nació el 12 de febrero de 1912 en Salyán. Su hijo, Elbay Qasimzade, es arquitecto de Azerbaiyán y presidente de la Unión de Arquitectos de Azerbaiyán.
En 1936 se graduó en el Instituto Politécnico de Azerbaiyán en Bakú. En 1934 comenzó a ensañar en la escuela de construcción en Bakú. En 1941 fue nombrado director del departamento en esta escuela.
Desde principios de 1942 participó en la Gran Guerra Patria. Luchó desde las orillas del río Térek hasta Berlín y recibió cuatro órdenes y cinco medallas (Orden de la Bandera Roja, Orden de la Estrella Roja, Orden de la Guerra Patria, etc.).
Entre 1953 y 1955 fue Ministro de Construcción. Él enseñó arquitectura durante la mayor parte de su vida. Fue autor de más de 60 artículos científicos y 7 monografías.
En 1959 fue nombrado el presidente de la Unión de Arquitectos de Azerbaiyán. Entre 1962 y 1968 fue rector de la Universidad Técnica de Azerbaiyán.
Anvar Gasimzade murió el 12 de marzo de 1969 en Bakú y fue enterrado en el Callejón de Honor.